# Český Rudolec
Český Rudolec (en allemand : Böhmisch Rudoletz) est une commune du district de Jindřichův Hradec, dans la région de Bohême-du-Sud, en République tchèque. Sa population s'élevait à 930 habitants en 2020.

## Géographie
Český Rudolec se trouve à 25 km à l'est-sud-est de Jindřichův Hradec, à 63 km à l'est-nord-est de České Budějovice et à 130 km au sud-sud-est de Prague.
La commune est limitée par Kunžak et Heřmaneč au nord, par Volfířov, Dačice, Peč et Cizkrajov à l'est, par Slavonice et Staré Město pod Landštejnem au sud, et par Nová Bystřice à l'ouest.

## Histoire
La première mention écrite du village date de 1343.